# Muhammad Ibn Ali
Muhammad Ibn Ali (arab. محمد بن علي بن عبد الله) (zm. wrzesień/październik 743) – przywódca rodu Abbasydów, ojciec kalifów As-Saffaha i Al-Mansura.
Miał być zaledwie 14 lat młodszy od swojego ojca, Alego Ibn Abd Allaha, i przejąć faktyczne przywództwo nad Abbasydami na długo przed jego śmiercią w 736. Był najzdolniejszym uczniem Abu Haszima, który przed śmiercią miał przekazać mu przywództwo nad swoimi zwolennikami (kajsanitami). Według niektórych źródeł to Muhammad miał zdecydować o przeniesieniu centrum aktywności Abbasydów z Al-Kufy do Chorasanu. Przywódcy chorasańskiej misji (dawa), tacy jak Abu Salama al-Challal, stali się bardziej otwarci na akceptację zwierzchnictwa Abbasydów po nieudanej rewolcie Zajda Ibn Alego w 743. Ten proces nadal trwał, gdy Muhammad Ibn Ali zmarł i głową rodu Abbasydów został jego najstarszy syn, Ibrahim Ibn Muhammad.